# Fagolisossoma
Um fagolisossoma é um organelo membranar que se forma quando um fagossoma se funde com um lisossoma. após a fusão, as partículas alimentares ou os agentes patogénicos contidos dentro do fagossoma são normalmente digeridos por enzimas contidas no lisossoma.
A formação de fagolisossomas segue a fagocitose. É comum em funções imunológicas dos macrófagos.